# Marzella
Marzella är en oljemålning från 1909–1910 av den tyske expressionitiska konstnären Ernst Ludwig Kirchner. Målningen tillhör Moderna Museet i Stockholm sedan 1967.